# Julien Vauclair
Julien Vauclair (* 2. Oktober 1979 in Bure) ist ein ehemaliger Schweizer Eishockeyspieler. Die meiste Zeit seiner Profilaufbahn verbrachte er beim HC Lugano in der National League A. Er wurde zweimal Schweizer Meister und 2013 Vize-Weltmeister.

## Karriere
Julien Vauclair begann seine Karriere als Eishockeyspieler beim HC Ajoie, für den er in der Saison 1996/97 sein Debüt in der Nationalliga B gab. Anschliessend wechselte er zum HC Lugano, für den er die folgenden vier Spielzeiten lang in der Nationalliga A aktiv war und mit dem er 1999 erstmals Schweizer Meister wurde. Der Verteidiger wurde 1998 sowohl im CHL Import Draft von den Brandon Wheat Kings (in Runde zwei als insgesamt 69. Spieler) als auch im NHL Entry Draft, dort in der dritten Runde als insgesamt 74. Spieler, von den Ottawa Senators ausgewählt. Für Ottawa bestritt er in der Saison 2003/04 lediglich ein einziges Spiel. Die restliche Zeit verbrachte Vauclair von 2001 bis 2004 bei Ottawas Farmteams aus der American Hockey League, den Grand Rapids Griffins und Binghamton Senators. 
Im Sommer 2004 kehrte Vauclair in seine Schweizer Heimat zurück, wo er erneut einen Vertrag beim HC Lugano erhielt, für den er seither spielt und mit dem er 2006 zum zweiten Mal in seiner Laufbahn Meister wurde. 2007 und 2008 wurde er in das All-Star-Team der National League A gewählt. Nach der Saison 2019/20 trat er vom Leistungssport zurück, als Anerkennung für seine Leistungen wird seine Rückennummer #3 in Lugano nicht mehr vergeben.

### Nationalmannschaft
Mit dem Schweizer Nachwuchs nahm Vauclair an der U18-Europameisterschaft 1997, bei der die Eidgenossen die Bronzemedaille gewannen, und den U20-Junioren-Weltmeisterschaften 1998, bei der erneut Bronze heraussprang, und 1999 teil.
Im Erwachsenenbereich spielte er für die Schweiz bei den Weltmeisterschaften 1999, 2000, 2001, 2002, 2004, 2005, 2006, 2007, 2008, 2010, 2011 und 2013. Des Weiteren stand er im Aufgebot der Schweiz bei den Olympischen Winterspielen 2002 in Salt Lake City, 2006 in Turin und 2014 in Sotschi.
Bei der Weltmeisterschaft 2013 gewann er mit der Schweiz die Silbermedaille und wurde in das All-Star-Team des Turniers gewählt.

## Erfolge und Auszeichnungen
| - 1999 Schweizer Meister mit dem HC Lugano - 2004 AHL All-Star Classic - 2006 Schweizer Meister mit dem HC Lugano | - 2007 All-Star-Team der National League A - 2008 All-Star-Team der National League A |

### International
- 1997 Bronzemedaille bei der U18-Europameisterschaft
- 1998 Bronzemedaille bei der Junioren-Weltmeisterschaft
- 2013 Silbermedaille bei der Weltmeisterschaft
- 2013 All-Star-Team der Weltmeisterschaft

## Karrierestatistik

### International
(Legende zur Spielerstatistik: Sp oder GP = absolvierte Spiele; T oder G = erzielte Tore; V oder A = erzielte Assists; Pkt oder Pts = erzielte Scorerpunkte; SM oder PIM = erhaltene Strafminuten; +/− = Plus/Minus-Bilanz; PP = erzielte Überzahltore; SH = erzielte Unterzahltore; GW = erzielte Siegtore; 1 Play-downs/Relegation; Kursiv: Statistik nicht vollständig)